# Oxford (Indiana)
Oxford – miasto w Stanach Zjednoczonych, w stanie Indiana, w hrabstwie Benton.